# Gibraltar Intermediate League
De Gibraltar Intermediate League is een beloftencompetitie van het voetbal in Gibraltar. De competitie wordt georganiseerd door de Gibraltar Football Association (GFA).  
Tot 2019 was het het derde en laagste niveau van het voetbal in Gibraltar. De kampioen promoveerde naar de Division 2.
Voor het seizoen 2008/09 heeft de GFA alle reserveteams, die tot dan toe in zowel de Division 2 als 3 speelden, samengevoegd. In de Division 2 spelen sindsdien alleen nog standaardteams en de Division 3 werd omgedoopt in Reserve League.
In 2019 werd de Division 1 samengevoegd met de Division 2 tot de Gibraltar National League. De Reserve League werd in 2018 de Gibraltar Intermediate League.

## Kampioenen
- 1999/00: Rock Wolves
- 2000/01: College Res.
- 2001/02: St Theresa's
- 2002/03: Gib Utd Res.
- 2003/04: Wanderers FC
- 2004/05: Morrocan Utd
- 2005/06: Gib Pilots
- 2006/07: Shamrock 101 FC
- 2007/08: Sporting Club
- 2008-10: geen competitie
- 2010/11: Gibraltar United Res.
- 2011/12: Lincoln OSG Res.
- 2012-15: geen competitie
- 2015/16: Lincoln Red Imps Res.
- 2016/17: Europa FC Res.
- 2017/18: Europa FC Res.
- 2018/19: Lincoln Red Imps Res.
- 2019/20: Lincoln Red Imps Res.